# Мармор (поток)
Мармòр (на италиански: Marmore) е основният поток в долината Валтурнанш в италианския регион Вале д'Аоста. Той е ляв приток на река Дора Балтеа.

## Маршрут
Потокът Мармор води началото си от изкуственото езеро Гойе (на италиански: Lago Goillet) над местността Брой-Червиния в община Валтурнанш. По маршрута си той получава водите на няколко притока, водещи началото си от многобройните ледници в долината. Минава през долината Валтурнанш, пресича gouffre des Busserailles в село Валтурнанш и накрая се влива в река Дора Балтеа в село Шатийон.
Водите на потока се използват за производство на водноелектрическа енергия: те захранват електроцентралата Шатийон в едноименната община и електроцентралата Ковалу в Антей Сент Андре.